# Julián Villagrán
Pour les articles homonymes, voir Villagrán.
 (mars 2022).
Si vous disposez d'ouvrages ou d'articles de référence ou si vous connaissez des sites web de qualité traitant du thème abordé ici, merci de compléter l'article en donnant les références utiles à sa vérifiabilité et en les liant à la section « Notes et références ».
Julián Villagrán est un acteur espagnol né le 24 mai 1973 à Trebujena.

## Biographie
Né à Trebujena près de Cadix, il étudie le théâtre à Séville avant de monter à Madrid. Il est le frère de l'actrice Aixa Villagrán.
Il se fait connaître grâce à son rôle dans le film Groupe d'élite pour lequel il obtient le Prix Goya du meilleur acteur dans un second rôle.
Il apparaît ensuite entre autres dans les séries télévisées Le Ministère du temps et Arde Madrid.

## Filmographie

### Cinéma
- 2005 : Les Sept Vierges d'Alberto Rodríguez : José María
- 2006 : Azul de Daniel Sánchez Arévalo
- 2007 : Bajo las estrellas : Lalo
- 2011 : Extraterrestre de Nacho Vigalondo : Julio
- 2011 : Chrysalis de Paula Ortiz : Jesuso
- 2012 : Groupe d'élite d'Alberto Rodríguez : Joaquín
- 2013 : ¿Quién mató a Bambi? : Mudo
- 2014 : Open Windows de Nacho Vigalondo
- 2014 : Ciudad Delirio de Chus Gutiérrez
- 2016 : Gernika de Koldo Serra : Pierre
- 2016 : La Reine d'Espagne de Fernando Trueba : Guardia civil
- 2016 : María (y los demás) : Dani
- 2017 : Abracadabra de Pablo Berger : Pedro Luis
- 2018 : Quién te cantará de Carlos Vermut : Nicolás
- 2018 : Cuando los ángeles duermen : Germán
- 2021 : Operación Camarón de Carlos Therón : Blas
- 2021 : Mamá o papá de Dani de la Orden : Javi

### Télévision
- 2007 : El síndrome de Ulises
- 2011 : Ange ou Démon
- 2012-2013 : Fenómenos : Martín Pascua
- 2015-2018 : Le Ministère du temps : Diego Vélasquez
- 2016 : Web Therapy : Álex Miller de Montijo
- 2018 : Arde Madrid : Floren
- 2019 : Et si c'était lui (Lejos de ti) (série télévisée) : Agent de police
- 2022 : Jusqu'à ce que le sort les sépare : Anselmo
- 2023 : La Petite Fille sous la neige : Santiago

## Distinctions

### Récompenses
- 27e cérémonie des Goyas 2013 : Prix Goya du meilleur acteur dans un second rôle dans Groupe d'élite[3]

### Nominations
- 4e cérémonie des prix Feroz 2017 : Meilleur acteur dans un second rôle à la télévision
- 6e cérémonie des prix Feroz 2019 : Meilleur acteur dans un second rôle à la télévision